# Battaglia di Gargaresh
La battaglia di Garagaresh venne combattuta il 20 gennaio 1912 nell'ambito della guerra italo-turca.

## Battaglia di Gargaresh
Nel gennaio 1912, decisa da parte italiana la costruzione a Gargaresc di alcune ridotte destinate ad accogliere alcune compagnie per difendere le cave di pietra da cui erano tratti materiali per la costruzione del porto di Tripoli, fu inviato nella zona un contingente di truppa e cavalleria destinato a mettere in opera le fortificazioni e a presidiare la località. La colonna, al comando del colonnello Amari - composta da 3 battaglioni del 52º Reggimento fanteria, un battaglione del 1º Reggimento "Granatieri di Sardegna", due squadroni dei "Cavalleggeri Guide", una batteria da montagna, una sezione d'artiglieria da 75A, una compagnia zappatori del Genio e servizi annessi - si recò presso l'oasi di Gargaresh.
Appena giunta, la cavalleria fu accolta dal fuoco di nuclei arabo-turchi nascosti tra le dune ma, intervenuto il battaglione Granatieri e le fanterie del 52°, l'assalitore si ritirò abbandonando le proprie posizioni. Il personale del genio aggregato alla colonna iniziò i lavori che furono sospesi poco dopo a causa di un ritorno offensivo degli arabo-turchi: infatti questi, con forze consistenti, attaccarono i Granatieri e i reparti del 52º per poi ritirarsi a seguito del nutrito fuoco della truppa e dell'artiglieria. Le rimanenti forze furono definitivamente poste in fuga anche per il sopraggiungere di rinforzi al comando del generale Gustavo Fara costituiti da un battaglione dell'11º Reggimento bersaglieri ed uno dell'82º Reggimento fanteria. A conclusione degli scontri, non essendo stato possibile completare le opere di fortificazione previste, il comando italiano decise di ritirare momentaneamente il presidio su Tripoli.
Il 20 gennaio fu deciso di rioccupare Gargaresh utilizzando maggiori forze e con il concorso di una nave da guerra, e la località fu rioccupata senza incontrare resistenze. L'avanzata fu eseguita da una brigata composta dall'82º e dall'84º Reggimento fanteria, due batteria da campagna, una batteria da montagna, sei squadroni di cavalleria composti da tutto il reggimento "Lancieri di Firenze" e due squadroni dei "Cavalleggeri Guide". Ripresi e conclusi i lavori di costruzione delle fortificazioni sul posto rimase una forte guarnigione composta da contingenti dell'84º e dell'82º fanteria, numerose artiglierie appoggiate alle ridotte.